# Floridia

Ubicació de Floridia dins de la província

Floridia (sicilià Ciuriddia) és un municipi italià, situat a la regió de Sicília i a la província de Siracusa. L'any 2006 tenia 21.864 habitants. Limita amb els municipis de Palazzolo Acreide, Siracusa i Solarino.

## Administració
| Període | Identitat      | Partit |
| ------- | -------------- | ------ |
| 2007-   | Arturo Spadaro | CdL    |

## Agermanaments
- Hartfort (Connecticut)
- San Miguel de Tucumán (Tucumán)
- Melbourne